# África Battaglia
África Rosa Battaglia Díaz (18 gennaio 1933 – settembre 1999) è stata una cestista paraguaiana.

## Carriera
Con il Paraguay ha disputato due edizioni dei Campionati del mondo (1953, 1957) e ha vinto la medaglia d'oro ai Campionati sudamericani del 1952 e del 1962.